# Cry Me a Sad River
River Flows To You (chino: 悲伤逆流成河), es una serie de televisión china transmitida desde el 1 de julio del 2019 hasta el 30 de julio del 2019, a través de Hunan TV. La serie está basada en la novela "Cry Me a Sad River" (悲伤逆流成河) del escritor Guo Jingming.

## Sinopsis
La historia abarca una década, centrándose en la historia de amor entre los amigos de la infancia Qi Ming y Yi Yao, y su eventual desarrollo y separación. 
Yi Yao y Qi Ming son vecinos que crecieron en el mismo Longtang (carriles estrechos que separan las casas tradicionales en Shanghái). 
Qi Ming siempre ha sido una figura protectora y de hermano mayor para Yi Yao, a quien apoya a través de varias dificultades. En su graduación, Qi Ming y Yi Yao, finalmente confiesan sus sentimientos hacía el otro, por lo que su relación comienza a progresar, sin embargo cuando años después, está comienza a transformarse luego de que ambos ingresan a trabajar en el mismo lugar.

## Reparto

### Personajes principales
| Actor                     | Personaje                          | N.º de episodios | Notas |
| ------------------------- | ---------------------------------- | ---------------- | --- |
| Ma Tianyu (Ray Ma)        | Qi Ming                            | 52               | Es un joven atractivo e inteligente, que es visto como un modelo a seguir en su escuela. Qi Ming nació en la pobreza por lo que trabaja y se esfuerza por alcanzar el éxito en su vida. |
| Zheng Shuang Zhao Shuying | Yi Yao Yi Yao (de joven)           | 52               | Es una joven rebelde y retraída. Desde que era joven su vida ha sido dura, lo que ha creado su naturaleza independiente, aunque tiene un corazón amable.                                |
| Chai Biyun                | Hao Tian                           | -                | Es la amiga cercana de Yi Yao. Tian es una joven inocente y confusa que adora dibujar manhua.                                                                                           |
| Zhuyan Manzi Ye Shuling   | Tang Xiaomi Tang Xiaomi (de joven) | -                | Es una chica hermosa pero orgullosa y posesiva. |
| Zhou Cheng'ao             | Gu Linxi                           | -                | Es el compañero de la universidad de Yi Yao y está enamorado de ella. Linxi es un joven guapo y popular en el campus.                                                                   |
| Wu Yajun                  | Gu Linxiang                        | -                | Es La hermana de Gu Linxi. Linxiang es una joven bondadosa y estudiosa que creció bajo el cuidado protector de su familia.                                                              |

### Personajes secundarios
| Actor              | Personaje   | N.º de episodios | Notas |
| ------------------ | ----------- | ---------------- | --- |
| Feng Bo            | Lin Fenghua | -                | Es la madre de Yi Yao. Para criar a su hija, Fenghua tiene que tragarse su orgullo y trabajar en un bar. |
| Zhang Yichi        | Du Du       | -                | |
| Zhang Yang Juan Zi | Kan Ye      | -                | |
| Ding Chuncheng     | Luo Xun     | -                | |
| Wang Yongfeng      | Chu Lei     | -                | |
| Chen Yiduo         | Xiao Keling | -                | |
| Du Xiujun          | Yi Jiaxin   | -                | Es el padre de Yi Yao.                                                                                   |
| Zhang Li           | -           | -                | Es la madre de Gu Linxi y Gu Linxiang.                                                                   |
| Yang Lingda        | -           | -                | |

## Episodios
La serie está conformada por 52 episodios, los cuales fueron emitidos todos los lunes a jueves de 20:00 a 22:00 (dos episodios), los viernes de 19:35 a 20:20 (solo un episodio) y los domingos de 19:35 a 22:00 (dos episodios).

## Producción
Previamente la serie fue titulada "Cry Me a Sad River".
Está basada en la novela "Cry Me a Sad River" del escritor Guo Jingming, de la cual fue adaptada. 
Contó con el director Lin Hongguang, el productor Liu Miao y los escritores Liu Fei, Liu Chenguang y Shi She.
EL 14 de julio del 2017 se reveló que los actores Ma Tianyu y Zheng Shuang habían sido elegidos como los artistas para interpretar a los personajes principales de Qi Ming y Yi Yao, respectivamente. 
La serie comenzó a filmarse en Shanghái el 20 de julio del mismo año y terminó sus filmaciones en noviembre del mismo año.
La serie contó con el apoyo de la compañía de producción "China Syndication Entertainment" y fue emitida por Hunan TV.